# Жад

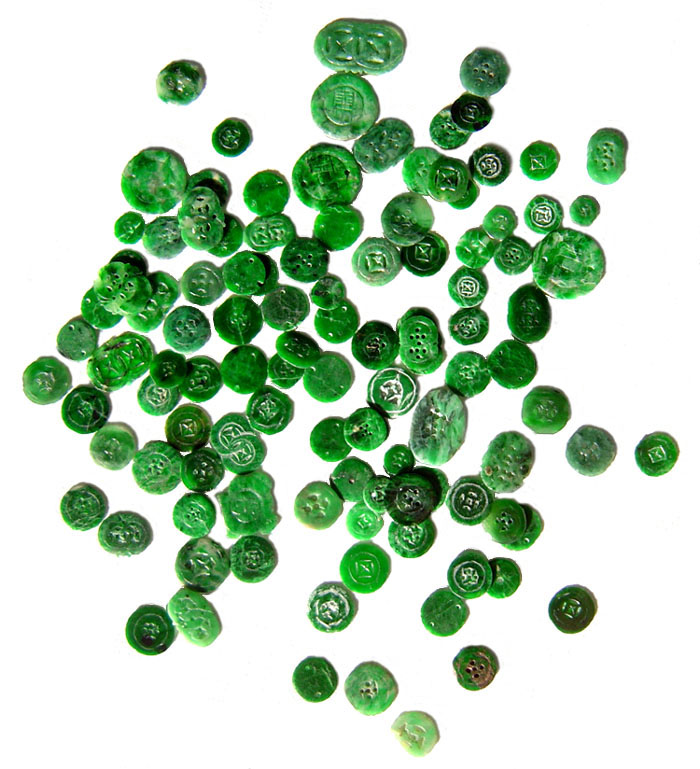
Стародавні китайські ґудзики ручної роботи із жадеїту

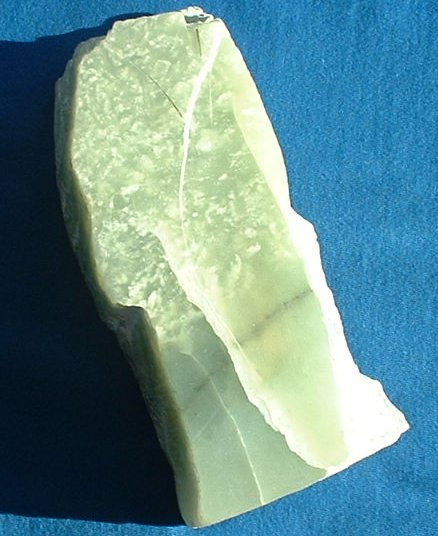
Необроблений жад

Жад — загальна назва різних в'язких мінералів щільної будови від білого до темнозеленого кольору. Це переважно нефрит і жадеїт, а також силіманіт, пектоліт, серпентин. Напівдорогоцінний камінь.

## Різновиди
Розрізняють:
- жад канський (китайська назва жаду, який має колір смаженого каштана);
- жад канчінський (китайська назва світло-блакитного жаду);
- жад канюанський (китайська назва жовтуватого жаду);
- жад кашгарський (нефрит із Кашгару, Китай);
- жад-лю (китайська назва блакитнувато-зеленої коштовної відміни жадеїту);
- жад монтанський (обсидіан з Йєллоустонського парку, США);
- жад новоґвінейський (коштовна відміна нефриту з Нової Гвінеї);
- жад новозеландський (коштовна відміна нефриту з Нової Зеландії);
- жад новокаледонський (коштовна відміна нефриту з Нової Каледонії);
- жад південноафриканський (жад);
- жад трансваальський (коштовний масивний зелений ґросуляр з Трансваалю);
- жад хотанський (нефрит із Хотана, Китай).

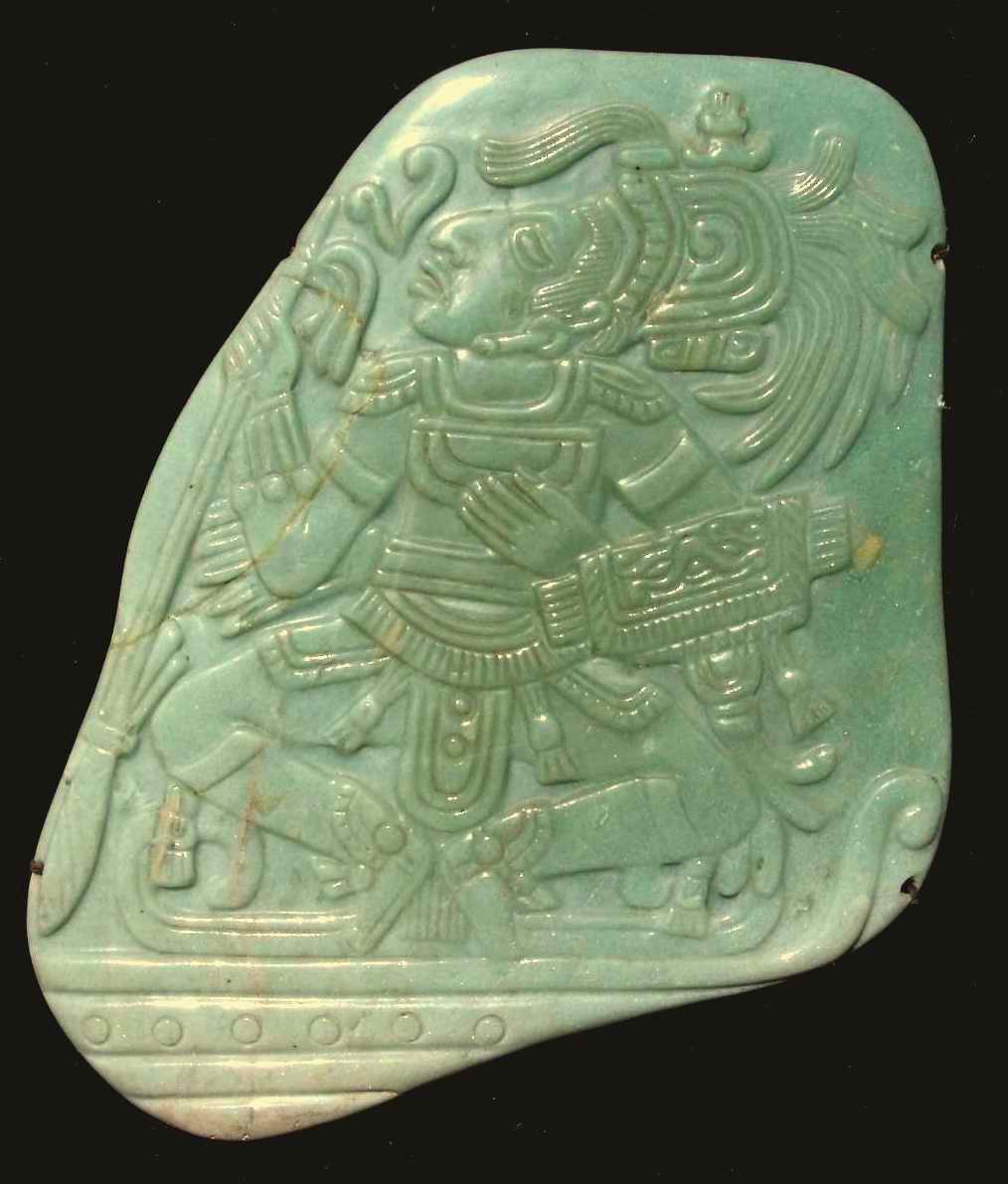
Пектораль з жадеїту. Культура Мая